# Marinus Wagtmans
Marinus Rini Wagtmans (Saint-Willebrord, 25 de dezembro de 1946) é um exciclista neerlandês, foi profissional entre 1968 e 1973, entre seus maiores sucessos desportivos encontram-se os que conseguiu no Tour de France, onde ganhou três vitórias de etapa, e na Volta a Espanha, onde obteve dois triunfos de etapa.

## Palmarés
| - 1966 - 1 etapa do Tour de l'Avenir - Ronde van Midden-Zeeland - 1967 - Volta à Áustria - 1968 - 1 etapa nos Quatro Dias de Dunquerque - 1 etapa na Bicicleta Eibarresa - 1.º no Acht van Chaam - Roosendaal - 1969 - Ulvenhout - Saint-Willebrod - Kortenhoef | - 1970 - 1 etapa no Tour de France - 2 etapas na Volta a Espanha - Koksijde - Pluméliau - 1971 - 1 etapa no Tour de France - 1.º no Acht van Chaam - Saint-Willebrod. ̈* 1972 - - 1 etapa no Tour de France |

## Equipas
- Willem II-Gazelle (1968-1970)
- Molteni (1971)
- Goudsmit-Hoff (1972)
- Canada Dry-Gazelle (1973)